# Мінас (імператор Ефіопії)
Мінас — негус Ефіопії з Соломонової династії. Був сином імператора Девіта II та братом Ґелавдевоса.

## Життєпис
Під час експансії Ахмада ібн Ібрагіма аль-Газі до Ефіопії, Мінас потрапив у полон, але утримувався там як цінний в'язень. Незважаючи на те, що у ті часи полонених кастрували, Мінас уник такої долі на прохання Баті дель Вамбара, дружини імама Ахмада Ґрана. Після цього майбутній імператор одружився з дочкою останнього. Ґелавдевос доклав багатьох зусиль, щоб звільнити свого брата і зрештою йому це вдалось.
Невдовзі після сходження на престол Мінас здійснив кампанію проти фалаша у провінції Сем'єн.
Приблизно за рік бар негус Єшак підняв повстання у провінції Тиграй, проголосивши Тазкаро законним сином і спадкоємцем імператора Мінаса. Його підтримав командир португальців Кріштован да Гама. Те повстання перебувало в центрі уваги імператора до самого завершення його правління. Він пройшов до Ласти, а його противник відступив до Шіре. Імператор наздогнав його там і здобув перемогу. Після цього він вирушив на південь — до Емфраза, де завдав поразки решті послідовників Тазкаро 2 липня 1561 року. Після цього здався і сам Тазкаро. Його схопили та кинули вниз зі скелі.
Згодом бар негус Єшак заручився підтримкою Оздеміра, османського паші Массави, проголосивши імператором вже брата Тазкаро, Маркоса. Мінас знову вирушив на північ, утім зазнав поразки у провінції Ендерта. Імператор відступив до Атронса-Мар'ям, щоб перегрупуватись, але захворів на гарячку й помер біля містечка Коло 1 лютого 1563 року.